# アンソニー・ボーリッチ
アンソニー・ボーリッチ（Anthony Boric、1983年12月27日 - ）は、ニュージーランドの元ラグビー選手。

## プロフィール
- ニュージーランド・オークランド出身。
- ポジションはロック(LO)、フランカー(FL)。
- 身長 199cm、体重 118kg
- ニュージーランド代表通算キャップ数は24。
- ラグビーワールドカップ2011のニュージーランド代表に選ばれた[1]。

## 略歴
ノースハーバー、ブルーズを経て、2013年、三菱重工相模原ダイナボアーズに加入。同年9月14日に行われたトップイーストリーグDiv.11節のヤクルトレビンズ戦にて途中出場で日本での公式戦初出場を果たす。
2015年、現役を引退した。